# Борозда Басра
Борозда Басра (англ. Bassorah Fossa) — длинная и узкая впадина (борозда) на поверхности спутника Сатурна — Энцелада. Борозды, как полагают ученые, являются результатом целого ряда геологических процессов, например, разломов или обвалов.

## География
Примерные координаты объекта — 39°48′ с. ш. 19°54′ з. д. / 39,8° с. ш. 19,9° з. д.. Данное образование было обнаружено при анализе снимков переданных такими космическими аппаратами как «Вояджер-1», «Вояджер-2» и «Кассини-Гюйгенс». Максимальный размер структуры составляет 75 км. На севере от борозды находится самый большой кратер спутника — 39-километровый кратер Али-Баба. На северо-востоке — 19-километровый кратер Джюльнара, а на юге — 15-километровый кратер Парвез. На юго-востоке от неё тянется длинная борозда Исбанир.

## Эпоним
Названа в честь города Басра, фигурирующего в сборнике арабских сказок Тысяча и одна ночь. Басра (Бассора) — город на юге Ирака, откуда начиналась морская часть путешествий Синдбада-морехода. Официальное название было утверждено Международным астрономическим союзом в 1982 году.